# Diecezja Lodwar
Diecezja Lodwar (łac. Dioecesis Loduarina) – diecezja rzymskokatolicka  w Kenii. Powstała w 1968 jako prefektura apostolska. Podniesiona do rangi diecezji w 1978.

## Biskupi diecezjalni
- Prefekci apostolscy
  - Bp John Christopher Mahon, S.P.S. (1968–1978)
- Biskupi
  - Bp John Christopher Mahon, S.P.S. (1978–2000)
  - Bp Patrick Harrington, SMA (2000–2011)
  - Bp Dominic Kimengich (2009–2019)
  - Bp John Mbinda (od 2022)